# Skyfos
Een skyfos (Oudgrieks σκύφος, meervoud σκύφοι, skyfoi) is een type oud-Grieks aardewerk. Het is een diepe drinkschaal om wijn uit te drinken, met een kleine voet en aan de bovenzijde twee handvatten, gewoonlijk in de vorm van een horizontaal of schuin omhoog geplaatst 'horizontaal oor'. Skyfoi werden vervaardigd vanaf de Geometrische periode, allereerst in Korinthe, maar al snel ook in Athene.

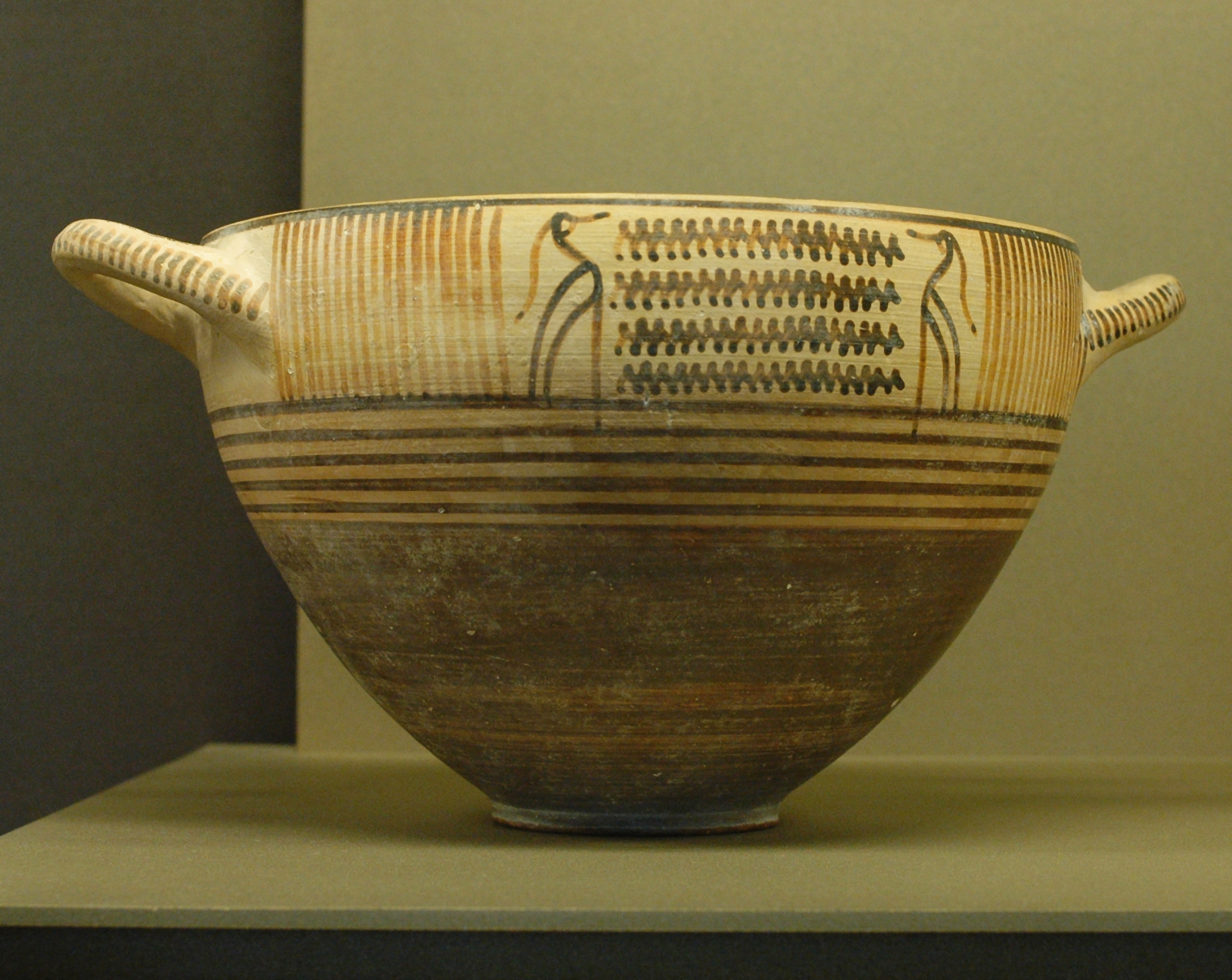
Korinthische skyfos met afbeelding van vogels, ca. 740-730 v.Chr.; Louvre, Parijs.
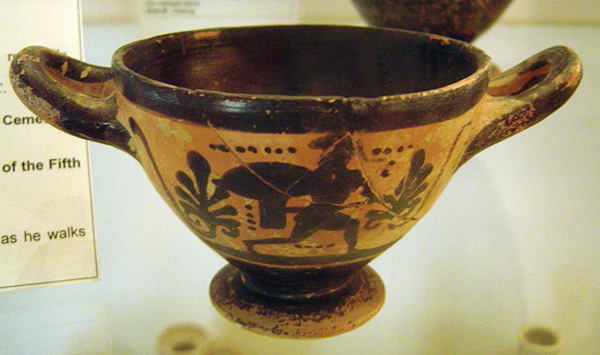
Zwartfigurige Attische skyfos met afbeelding van een hopliet, ca. 490-480 v.Chr.
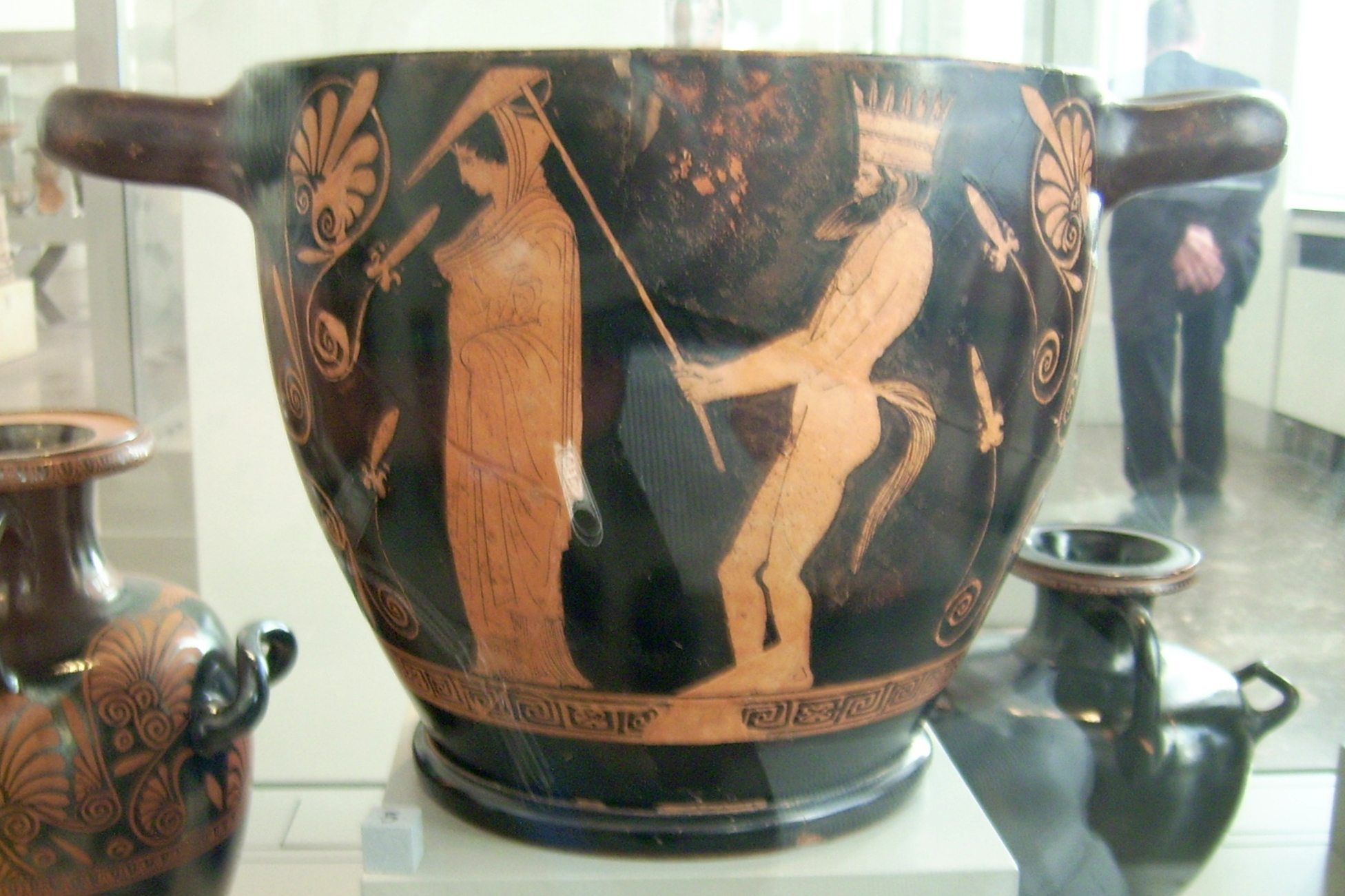
Roodfigurige Attische skyfos met afbeelding van een Silene die tijdens een voorjaarsfeest een vrouw beschermt tegen de zon, ca. 440 v.Chr.; Altes Museum, Berlijn.
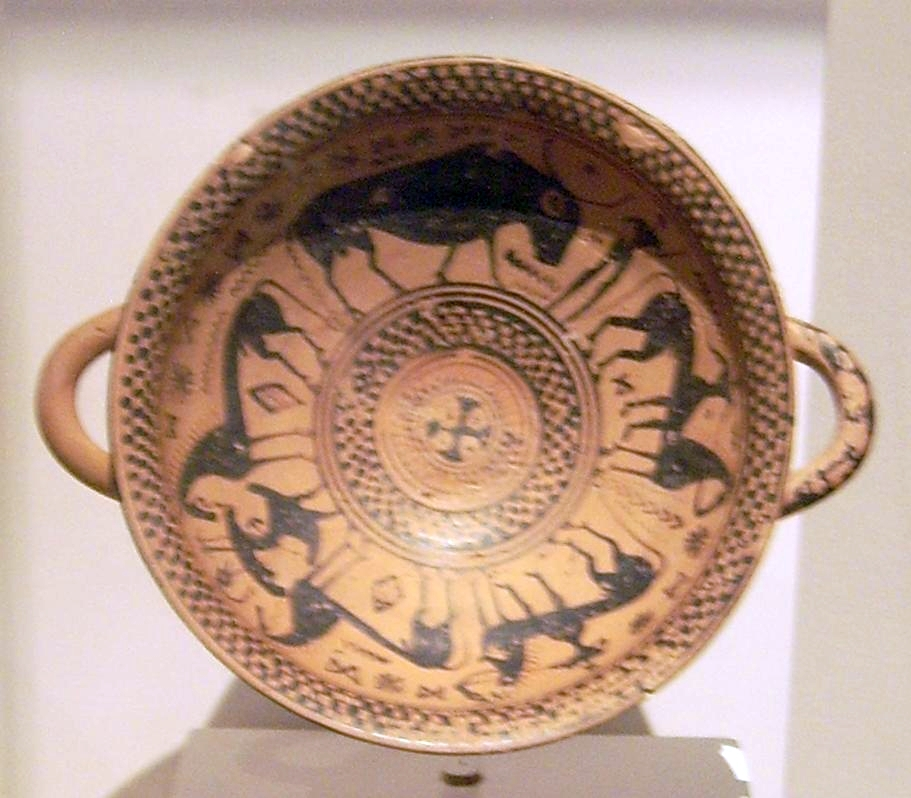
Bovenaanzicht van een skyfos, aan de binnenzijde zwartfigurig beschilderd met dierfiguren, 735-720 v.Chr., Nationaal Archeologisch Museum, Athene.